# Galumna homodactyla
Galumna homodactyla är en kvalsterart som först beskrevs av Karpelles 1893.  Galumna homodactyla ingår i släktet Galumna och familjen Galumnidae. Inga underarter finns listade i Catalogue of Life.